# 卡雷戈萨
卡雷戈萨是葡萄牙阿威罗区的一个堂区。总面积10.8平方公里，总人口3552人，人口密度328.9人/平方公里。